# Claudia Frei-Wyssen
Claudia Frei-Wyssen (* 22. Oktober 1979) ist eine Schweizer Politikerin (GLP früher SP), Kantonsrätin im Kanton Zürich und Gemeinderätin in Uster.

## Biografie
Claudia Frei-Wyssen ist Hebamme.
Sie ist mit dem Schweizer Politiker Daniel Frei verheiratet und lebt mit ihrer Familie in Uster. Frei-Wyssen hat vier Kinder.

## Politik
Für zwölf Jahre politisierte sie als Gemeinderätin für die SP in Uster. Sie war Präsidentin der Kommission für Bildung und Kultur. Von 2009 bis 2010 war Claudia Frei-Wyssen Gemeinderatspräsidentin in Uster.
Seit 2015 ist sie Kantonsrätin des Kantons Zürich für die GLP. Dort ist sie Mitglied der Aufsichtskommission Bildung und Gesundheit und hat zahlreiche Parlamentarische Vorstösse zu Sozial-, Bildungs- und Gesundheitsthemen eingereicht. Von 2020 bis 2023 war sie im Präsidium der Aufsichtskommission Bildung und Gesundheit.
Von 2015 bis 2019 politisierte Frei-Wyssen in der Fraktion der SP. Anschliessend wechselte sie gemeinsam mit ihrem Lebensgefährten Daniel Frei von der Sozialdemokratischen Partei zur Grünliberalen Partei.
Seit 2022 ist Claudia Frei-Wyssen wieder Gemeinderätin in Uster für die GLP und Präsidentin der Kommission für Soziales und Gesundheit KSG.
Frei-Wyssen ist Vorstandsmitglied und ehemalige Co-Präsidentin des Sozialliberalen Forums.

## Weitere Tätigkeiten
Von 2019 bis 2023 war sie Präsidentin des Abenteuerspielplatzes Holzwurm.
Sie ist Mitglied des Stiftungsrates der Stiftung Vivazzo.